# Cage Warriors
Cage Warriors Fighting Championship, spesso abbreviata in Cage Warriors o con la sigla CWFC, è un'organizzazione britannica di arti marziali miste.
Fondata nel 2001 a Londra, Cage Warriors organizzò il primo evento nel luglio 2002 proprio nella capitale inglese.
Dal 2008 iniziò ad organizzare eventi anche su suolo statunitense e dal 2010, anno dell'avvenuta acquisizione della società da parte dell'irlandese Graham Boylan, Cage Warriors conobbe un'espansione geografica che la portò ad organizzare eventi in più di 10 differenti nazioni tra Europa e Vicino Oriente, confermandosi come l'organizzazione leader di MMA in Europa Occidentale e ottenendo contratti con canali TV di vari paesi.
Fin dal primo evento Cage Warriors 1: Armageddon la promozione ha organizzato incontri di MMA femminili.

## Storia
Cage Warriors nasce nel 2001 a Londra, Regno Unito.
Il primo evento, Cage Warriors 1: Armageddon, si tenne il 27 luglio 2002 presso lo York Hall di Londra e vide in scaletta ben 13 incontri tra i quali un torneo a quattro lottatori al quale prese parte l'atleta italiano Alessio Sakara ed il primo incontro titolato, il quale premiò Paul Jenkins come il primo campione della promozione, in tal caso nella divisione dei pesi welter; l'evento ospitò anche un match di MMA femminili che vide protagonista la futura top fighter mondiale Rosi Sexton.
Lo stesso anno vennero organizzati altri due eventi dei quali uno a Southampton.
La promozione proseguì organizzando 3-4 eventi all'anno e non perse tempo nell'incoronare nuovi campioni: sempre nel 2002 venne incoronato il primo campione dei pesi massimi ovvero l'australiano Steve Thomas, nel 2003 Rosi Sexton fu la prima campionessa dei pesi supermosca (60 kg) femminili, Matt Ewin il primo campione dei pesi medi, Paul Sutherland dei pesi leggeri e Paul McVeigh dei pesi piuma; McVeigh stesso nel 2004 scese nella divisione dei pesi gallo dove divenne il primo campione di categoria, mentre l'anno successivo Michael Bisping divenne il primo campione dei pesi mediomassimi e Antônio "Bigfoot" Silva il primo ed ultimo campione dei pesi supermassimi.
Nel 2006 con l'evento Cage Warriors: Enter The Rough House venne messa in gioco la cintura dei pesi superleggeri per premiare il vincitore del superfight tra l'allora campione dei pesi welter Dan Hardy ed il campione dei pesi leggeri Alexandre Izidro: Hardy divenne campione della nuova categoria di peso che però l'organizzazione si rifiutò di sviluppare, e di conseguenza Hardy non fu mai chiamato a difendere tale titolo.
La prima esperienza estera di Cage Warriors avvenne il 29 marzo 2008 con l'evento Cage Warriors USA: Battle Royale organizzato a Kissimmee, negli Stati Uniti, e nell'arco di un anno fu seguito da altri due eventi su suolo statunitense.
Il 2010 fu l'anno della svolta per l'organizzazione grazie all'acquisizione della stessa da parte dell'irlandese Graham Boylan: Cage Warriors incrementò la frequenza dei suoi eventi e nel 2011 ne organizzò sette; il primo evento estero europeo si tenne nel 2010 in Irlanda, e a partire dal 2011 la promozione spinse notevolmente per l'espansione nel mercato del Vicino Oriente, organizzando quell'anno due eventi in Giordania.
Negli anni a seguire Cage Warriors proseguì con una media di almeno un evento al mese ed organizzò eventi in altri paesi europei e del Vicino Oriente, nonché in alcuni stati post-sovietici; nel 2013 venne incoronato il primo campione dei pesi mosca maschili, ovvero l'irlandese Neil Seery, e la promozione abbandonò la singola categoria dei pesi supermosca femminili per lasciare spazio a ben cinque categorie di peso per le donne, dai pesi piuma ai pesi atomo.
Cage Warriors realizzò un'importante espansione anche dal punto di vista mediatico: raggiunse accordi con differenti emittenti televisive quali Premier Sports nel Regno Unito, Setanta Sports in Irlanda, Fight Now TV negli Stati Uniti, Fight Network che copre Canada, Portogallo, Turchia, Angola e Mozambico, Setanta Africa, FightKlub in Polonia e Viasat Sport in Svezia; inoltre trasmette gratuitamente le dirette dei suoi eventi sul proprio sito ufficiale e sul sito specializzato MMAjunkie.com che è anche uno degli sponsor.
Nel 2014 per la prima volta Cage Warriors iniziò a stipulare contratti con clausola di esclusiva per i propri atleti.
Quell'anno organizzò diversi eventi che presentavano due incontri per il titolo, strutturando tali show in due card ciascuna delle quali con uno dei match titolati come main event: in uno di questi eventi venne premiata la prima campionessa femmina dei pesi gallo nella storia della promozione, ovvero Pannie Kianzad.
Nel 2015 Graham Boylan, responsabile dell'ascesa di Cage Warriors nei precedenti cinque anni, prese la decisione di rassegnare le dimissioni dal ruolo di amministratore delegato.

### Collaborazioni
Cage warriors organizzò l'evento M-1 Challenge 7 del 27 settembre 2008 a Nottingham in collaborazione con M-1 Global ed Affliction.
- M-1 Global (2008)
- Affliction (2008)

### Paesi ospitanti
A partire dal 2008 Cage Warriors iniziò a puntare sull'espansione internazionale del proprio prodotto, approdando negli Stati Uniti quell'anno e conquistando in particolare il mercato del Vicino Oriente, dove andò per la prima volta nel 2011 con un evento in Giordania.
Nel 2014 Cage Warriors aveva già toccato ben 12 differenti nazioni (contando Inghilterra, Scozia e Galles distintamente) contro le 13 del colosso internazionale UFC che però iniziò l'espansione già nel 1996.
Nel 2014 la promozione pianificò un evento in Svezia ma la federazione locale ritenne sfide impari e non sanzionabili buona parte degli incontri programmati, e così l'intero show venne annullato.
I paesi che finora hanno ospitato eventi Cage Warriors sono:
- Regno Unito
  -  Inghilterra
  -  Galles (dal 2012)
  -  Scozia (dal 2012)
- Stati Uniti (dal 2008)
- Irlanda (dal 2010)
- Giordania (dal 2011)
- Libano (dal 2012)
- Ucraina (dal 2012)
- Emirati Arabi Uniti (dal 2012)
- Bahrein (dal 2012)
- Russia (dal 2013)
- Danimarca (dal 2014)
- Italia (dal 2022)

## Regole
Cage Warriors utilizza in tutto e per tutto le regole unificate della commissione atletica del Nevada.
Tra le variazioni presenti, dal 2014 Cage Warriors prese la decisione di punire i lottatori che non riescono a rientrare nel limite di peso privandoli del 60% della borsa in denaro per l'incontro, a differenza del 20% di molte altre organizzazioni.
La promozione fa uso per i propri incontri di una gabbia a forma ottagonale.

### Classi di peso

#### Maschili
- Pesi Mosca: fino ai 56 kg
- Pesi Gallo: fino ai 61 kg
- Pesi Piuma: fino ai 66 kg
- Pesi Leggeri: fino ai 70 kg
- Pesi Welter: fino ai 77 kg
- Pesi Medi: fino agli 84 kg
- Pesi Mediomassimi: fino ai 93 kg
- Pesi Massimi: fino ai 120 kg

#### Femminili
- Pesi Atomo: fino ai 48 kg
- Pesi Paglia: fino ai 52 kg
- Pesi Mosca: fino ai 57 kg
- Pesi Gallo: fino ai 61 kg
- Pesi Piuma: fino ai 66 kg

Durante gli anni 2000 erano presenti anche la categorie dei pesi supermassimi maschili e dei pesi supermosca femminili (60 kg) con tanto di titolo in palio, ma poi tali divisioni vennero rimosse.
Nel 2006 venne premiato il primo campione dei pesi superleggeri, cintura che servì per un solo superfight in quanto tale divisione non venne sviluppata e non ci furono altri incontri per quel limite di peso.
Dalla nascita della promozione fino al 2013 l'unica categoria femminile presente era quella dei pesi supermosca (60 kg), successivamente vennero aggiunte le altre.

## Campioni attuali

### Detentori delle cinture
| Divisione            | Limite superiore di peso (in chili) | Campione            | Dal                 | Difese              |
| Campionati Maschili  | Campionati Maschili                 | Campionati Maschili | Campionati Maschili | Campionati Maschili |
| -------------------- | ----------------------------------- | ------------------- | ------------------- | ------------------- |
| Pesi Massimi         | 120                                 | Mauro Cerilli       | 25 novembre 2017    | 1                   |
| Pesi Medi            | 84                                  | 🇮🇹 Dario Bellandi   | 25 novembre 2024    | 1                   |
| Pesi Welter          | 77                                  | Stefano Paternò     | 21 luglio 2018      | -                   |
| Pesi Leggeri         | 70                                  | Stevie Ray          | 7 giugno 2014       | 1                   |
| Pesi Piuma           | 66                                  | Alex Enlund         | 1º novembre 2014    | 0                   |
| Pesi Gallo           | 61                                  | Michele Martignoni  | 7 Ottobre 2022      | 0                   |
| Campionati Femminili |                                     |                     |                     |                     |
| Pesi Gallo           | 61                                  | Pannie Kianzad      | 15 novembre 2014    | 0                   |

### Finalisti dei tornei
| Anno | Classe di peso    | Vincitore         | Finalista         |
| ---- | ----------------- | ----------------- | ----------------- |
| 2002 | Pesi Mediomassimi | Simon Holmes      | Alessio Sakara    |
| 2006 | Pesi Welter       | Árni Ísaksson     | Dennis Siver      |
| 2006 | Pesi Leggeri      | Tomonari Kanomata | Jarkko Latomäki   |
| 2012 | Pesi Medi         | Chris Fields      | Pavel Kusch       |
| 2013 | Pesi Gallo        | Brett Johns       | Jordan Desborough |
| 2013 | Pesi Leggeri      | Stevie Ray        | Sean Carter       |

## Lottatori di rilievo
- Alessio Sakara
- Paul Daley
- Dan Hardy
- Jeff Monson
- Michael Bisping
- Antônio Silva
- Martin Kampmann
- Dennis Siver
- Francesco Ligato
- Joanna Jędrzejczyk
- Micol Di Segni

- Gegard Mousasi
- Cristian Binda
- Ross Pearson
- Matteo Minonzio
- Conor McGregor
- Michele Verginelli
- Ivan Musardo
- Joanne Calderwood
- Slavka Vitali
- Giannis Bachar

•  🇮🇹. Valenti Silviano